# Matija Dedić
Matija Dedić (Zagreb, 2 maart 1973 – aldaar, 8 juni 2025) was een Kroatische jazzpianist en -componist.

## Biografie
Dedić, zoon van Arsen Dedić en Gabi Novak, begon op vijfjarige leeftijd met klassieke pianolessen. Hij studeerde af aan de muziekschool in Zagreb. Later studeerde hij aan de jazzafdeling van de Musikhochschule Graz tot hij afstudeerde. Hij trad op in orkesten en combo's en met musici als Boško Petrović, Alvin Queen, Martin Drew, Mark Murphy, Patrizia Conte, David Gazarov, Gianni Basso, Miles Griffith, Önder Focan, Jean-Louis Rassinfosse, Anca Parghel, Niels-Henning Ørsted Pedersen, Tamara Obrovac en anderen. Dedić werkte als solopianist en werkte samen met Natali Dizdar en andere muzikanten van verschillende stijlen ook als studiomuzikanten. Dedić is ook lid geweest van het Ladislav Fidri Quintet, de groep New Tribe en het Boilers Quartet, waarmee hij drie albums heeft opgenomen. Samen met Boško Petrović en de Boilers All Stars nam hij het album That's It op. In 1998 richtte hij zijn eigen trio op, waarmee hij ook internationaal optreedt (af en toe met Gabi Novak). Onder zijn eigen naam bracht hij meer dan tien albums uit. In 2015 bracht hij samen met Matija Svira Arsena een eerbetoonalbum aan zijn vader uit, dat in 2016 meerdere malen de Kroatische hitlijsten aanvoerde. Hij is meervoudig winnaar van de Porin-prijs en kreeg de titel van beste jazzpianist van Kroatië.
Delić overleed op 8 juni 2025 op 52-jarige leeftijd.

## Discografie
- 1998: Octopussy (Croatia Records)
- 1999: Mr. K.K. (Dancing Bear)
- 2000: Solo/Part 1 (Cantus Records)
- 2001: Handwriting (Cantus Records)
- 2002: Tempera (Dallas Records)
- 2010: Kontesa (Cantus Records)
- 2010: Larry Grenadier, Matija Dedić, Jeff Ballard From the Beginning (Dallas Records)
- 2014: Scott Colley / Matija Dedić / Antonio Sánchez Sentiana (Blue Bamboo)